# Corgatha daphoena
Corgatha daphoena är en fjärilsart som beskrevs av George Francis Hampson 1910. Corgatha daphoena ingår i släktet Corgatha och familjen nattflyn. Inga underarter finns listade i Catalogue of Life.